# Marc de Villiers
Pour les articles homonymes, voir de Villiers.
Le baron Marc de Villiers du Terrage, né le 3 mars 1867 à Paris et mort en 1936 à Rosporden est un homme de lettres et historien français.

## Publications
- Histoire de la fondation de la Nouvelle-Orléans (1717-1722)  (préf. Gabriel Hanotaux), Paris, Imprimerie nationale, 1917 (lire en ligne) - Prix Thérouanne
- Les Aérostiers militaires en Egypte. Campagne de Bonaparte, 1798-1801 (1901)
- Toussaint Rose (1891)
- Marc de Villiers, Les Dernières Années de la Louisiane française  : le chevalier de Kerlérec, d'Abbadie, Aubry, Laussat... (œuvre littéraire), 1905, [lire en ligne].
- Conquistadores et roitelets. Rois sans couronne. Du roi des Canaries à l'empereur du Sahara (1906)
- Marc de Villiers, Histoire des clubs de femmes et des légions d'amazones, 1793-1848-1871 (œuvre littéraire), Plon, 1910.